# زمین‌لرزه ۱۹۶۱ ژاپن
زمین‌لرزه ژاپن  در تاریخ ۲۶ فوریه ۱۹۶۱ میلادی، برابر با ‎۷ اسفند ۱۳۳۹، ساعت ۱۸:۱۰:۵۱ به زمان یوتی‌سی در ژاپن رخ داد. ژرفای این زلزله ۳۶٫۷ کیلومتر بود. بزرگی آن ۷٫۷ در مقیاس Mw اعلام شده‌است. زمین‌لرزه به وقت محلی در روز دوشنبه، ساعت ۳ روی داده و منطقه زمانی آن یوتی‌سی +۹ بوده‌است .
سازمان زمین‌شناسی آمریکا نیز جای این زمین‌لرزه را در مختصات ۳۱°۳۶′شمالی ۱۳۱°۴۸′شرقی / ۳۱٫۶°شمالی ۱۳۱٫۸°شرقی و بزرگی آنرا برابر با ۷٫۳ در مقیاس ریشتر اعلام کرده‌است. ژرفای گزارش شده از سوی این سازمان ۷۴ کیلومتر می‌باشد.
شمار کشتگان زلزله حدود ۲ نفر بوده‌است.تعداد زخمیان ۷ نفر برآورده شده‌است.سونامی نیز در این زلزله گزارش شده‌است.